# Ojos del Chuvíscar
Ojos del Chuvíscar är en källa i Mexiko. Den ligger i delstaten Chihuahua, i den nordvästra delen av landet.